# R-16 (Rakete)
Die R-16 (NATO-Codename SS-7 Saddler, GRAU-Index 8K64) war die erste in Serie gefertigte Interkontinentalrakete der UdSSR.

## Geschichte
Sie wurde ab 1957 entwickelt, die Testphase begann 1960. Die Gründe dafür waren ausufernde technische, logistische und finanzielle Probleme bei der militärischen Nutzung der R-7. Ab 1962 erfolgte die Indienststellung und der Bestand betrug 1965 maximal 202 Stück. Beginnend im Jahre 1976 wurde ihre Zahl verringert, um schließlich im Rahmen des SALT-I-Abkommens außer Dienst gestellt zu werden.
Bei der Erprobung der Rakete kam es 1960 zur Nedelin-Katastrophe, die als größtes Unglück der Raketentechnik gilt.

## Technik
Die Rakete war über 30 Meter lang, hatte einen Durchmesser von drei Metern und eine Masse von 141 Tonnen. Als Treibstoff diente die hypergolische Kombination aus UDMH als Brennstoff und dem Oxidator Salpetersäure, insgesamt 124 Tonnen. Sie konnte Nuklearsprengköpfe mit einer Sprengkraft von drei bis sechs Megatonnen 11.000 bis 13.000 km weit tragen. Die Raketen wurden in Hangars gelagert und konnten binnen drei Stunden in Stellung gebracht und befüllt werden. In befüllter Bereitschaft stehend, konnte der Start nach 20 Minuten erfolgen, nachdem die Gyroskope des Steuersystems angelaufen waren. In betankter Bereitschaft konnten die Raketen nur einige Tage bleiben. Danach mussten die aggressiven Treibstoffe abgelassen und die Raketen zur Revision ins Herstellerwerk gebracht werden.
Durch die hohe Reichweite der R-16 war die Sowjetunion erstmals in der Lage, die Zentren in den Vereinigten Staaten treffen zu können, vorausgesetzt, sie überflöge dabei den Nordpol. Ihr Streukreisradius (CEP) betrug 2,7 km; dies bedeutet, dass ein Treffer mit einer Wahrscheinlichkeit von 50 % innerhalb eines Radius von 2,7 km lag. Während die erste Stufe ausschließlich ballistisch in Richtung Ziel befördert wurde, steuerte ein bordeigenes Flugleitsystem die zweite Stufe, zusätzlich waren bodenkontrollierte Korrekturen der Flugbahn möglich. Aufgrund der geringen Zielgenauigkeit wurden sie häufig mit Sprengköpfen von 5 Megatonnen bestückt.
Da dieses Modell nicht in Paraden in Moskau oder anderen sowjetischen Städten präsentiert wurde, verfügten westliche Geheimdienste über begrenzte Informationen und verwechselten es häufig mit dem Nachfolgemodell, der R-9 (SS-8 Sasin). Insgesamt wurden drei verschiedene Varianten der R-16 gebaut, mit unterschiedlicher Beladung und Reichweite. Außerdem gab es Modifikationen, die zur Stationierung in Silos tauglich waren, wodurch die NATO von vier verschiedenen Modellen gleichen Typs ausging.

## ICBM der 1. Generation im Vergleich
| Staat                                                                 | UdSSR                | UdSSR                            | UdSSR             | USA                        | USA                       |
| --------------------------------------------------------------------- | -------------------- | -------------------------------- | ----------------- | -------------------------- | ------------------------- |
| Rakete                                                                | R-7 / R-7A           | R-16 / R-16U                     | R-9A              | SM-65 Atlas (-D/-E/-F)     | SM-68 Titan I             |
| Entwickler                                                            | OKB-1 (Koroljow)     | OKB-586 (Jangel)                 | OKB-1 (Koroljow)  | Convair                    | Glenn L. Martin Company   |
| Entwicklungsbeginn                                                    | 1954 / 1958          | 1956 / 1960                      | 1959              | 1954                       | 1958                      |
| erste Einsatzbereitschaft                                             | 1959 / 1960          | 1961 / 1963                      | 1964 / 1964       | 1959 / 1961 / 1962         | 1962                      |
| Ausmusterung bis                                                      | 1968                 | 1976 / 1976                      | 1976              | 1964 / 1965 / 1965         | 1965                      |
| Reichweite (km)                                                       | 8.000 / 9.500–12.000 | 11.000–13.000                    | 12.500            | n. a.                      | 10.000                    |
| Steuerung                                                             | radio-inertial       | inertial                         | radio-inertial    | radio-inertial / inertial  | radio-inertial / inertial |
| CEP (km)                                                              | 10                   | 4,3                              | 8–10              | n. a.                      | <1,8                      |
| Startmasse (t)                                                        | 280 / 276            | 141 / 147                        | 80                | 118 / 122 / 122            | 103                       |
| Stufen                                                                | 1,5                  | 2                                | 2                 | 1,5                        | 2                         |
| Treibstoffkombination                                                 | Kerosin / LOX        | UDMH / Salpetersäure             | Kerosin / LOX     | Kerosin / LOX              | Kerosin / LOX             |
| Stationierungsart                                                     | Startrampe           | Startrampe / Silo                | Startrampe / Silo | Startrampe / Bunker / Silo | Silo                      |
| maximaler Überdruck (psi; Schutz der Startanlage bei naher Explosion) | k. A.                | k. A. / 28                       | k. A. / 28        | k. A. / 25 / 100           | 100                       |
| Reaktionszeit                                                         | etwa 24 h            | 10er Minuten bis mehrere Stunden | 20 min / 8–10 min | 15–20 min                  | 15–20 min                 |
| Garantiezeit (Jahre bei höchster Alarmbereitschaft)                   | k. A.                | 30 Tage (betankt)                | 1                 | k. A.                      | 5                         |
| Explosionsstärke des Sprengkopfes (MT)                                | 3–5                  | 3–6                              | 5                 | 1,44 / 3,75 / 3,75         | 3,75                      |
| max. stationierte Anzahl                                              | 6                    | 186                              | 23                | 30 / 27 / 72               | 54                        |